# Вулиця Олекси Бахматюка
Вулиця Олекси Бахматюка — одна з давніх вулиць Коломиї. Бічна в напрямі на захід від вулиці Тараса Шевченка. Колишні назви: Спокійна (до 1954), Анастаса Мікояна (1954—1957), від 1957 — Дмитра Донського.
Проходить центром Коломиї навпроти західного в'їзду па Старий Ринок. Започаткована у 17 ст. Приблизна довжина — 50 м.

## Історія
Від кінця 19 ст. відома назва Спокійна, що, можливо, було на той час противагою назві вул. Круча, що проходила поруч (нині там Будинок торгівлі), і була південним в'їздом на Старий Ринок.
Вулиця Спокійна була названа ім'ям А. Мікояна (1895—1978) — радянського партійного діяча, наркома, довголітнього члена Політбюро ЦК КПРС, а від 1957 — ім'ям Дмитра Донського (1350—1389) — московського царя, який ніби-то 1380 на Куликовим полі у вигаданій битві розбив татаро-монгольську орду Мамая і котрий, як і його попередник, не мав жодного відношення до Коломиї.
Рішенням міськвиконкому (1990) вулиці надано ім'я Бахматюка Олекси (1820—1882) — відомого майстра художньої кераміки, твори якого широко представлені в експозиціях КМНМГП.